# 氯吡嘧磺隆
氯吡嘧磺隆（英语：Halosulfuron-methyl）是一种磺酰脲类苗后除草剂，用于控制庄稼（特别是水稻）、成景木本观赏植物林和草坪中一年生和多年生阔叶杂草和莎草科杂草（如莎草）。氯吡嘧磺隆于1991年被报导，1994年通过美国注册。在美国，以Sedgehammer、Sandea等商品名销售。
氯吡嘧磺隆能系统性、选择性地抑制乙酰羟基酸合成酶（AHAS，又称乙酰乳酸合成酶），进而抑制生物合成必须氨基酸、缬氨酸和异亮氨酸，由此达到控制植物生长的效果。一般要几周后杂草才出现症状，包括生长点发育迟缓、萎黄、坏死。氯吡嘧磺隆通常不会影响其他主要一年生和多年生杂草和阔叶植物，如大戟、蒲公英、藜草和酢浆草等。